# Krujkivți, Nova Ușîțea
Krujkivți (în ucraineană Кружківці) este un sat în comuna Otrokiv din raionul Nova Ușîțea, regiunea Hmelnîțkîi, Ucraina.

## Demografie
Componența lingvistică a localității Krujkivți
     Ucraineană (100%)
Conform recensământului din 2001, toată populația localității Krujkivți era vorbitoare de ucraineană (100%).